# 菱田雄郷
菱田 雄郷（ひしだ ゆうきょう、1974年 - ）は、日本の法学者。専門は民事訴訟法。東京大学大学院法学政治学研究科教授。

## 略歴
- 1997年 - 東京大学法学部卒業、同大学院法学政治学研究科助手
- 2000年　東北大学大学院法学研究科助教授[2]

- 2007年 - 同准教授
- 2011年 - 東京大学大学院法学政治学研究科准教授
- 2013年 - 同教授

## 著作

### 共著
- (長谷部由起子・山本弘・松下淳一・山本和彦・笠井正俊)『ケースブック民事訴訟法』(弘文堂，初版2004年，第2版2005年，第3版2010年，第4版2013年)
- (三木浩一・笠井正俊・垣内秀介)『民事訴訟法』(有斐閣，2013年)
- 松下淳一との共編『倒産判例百選〔第6版〕』（有斐閣、2021年）

### 部分執筆
- 「独立当事者参加について」伊藤眞ほか編・小島武司先生古稀祝賀『民事司法の法理と政策（上）』(商事法務，2008年)
- 「プリーディングに関する規律の変遷」伊藤眞ほか編・青山善充先生古稀祝賀『民事手続法学の新たな地平』(有斐閣，2009年)

## 論文
- 「知財高裁設置後における知的財産訴訟の理論的課題―民事手続法の観点から」ジュリスト1293号70頁(2005年)
- 「口頭弁論終結後の承継人に対する既判力の作用」東北大学法学74巻6号(2011年)

## 所属学会
- 日本民事訴訟法学会
- 日本私法学会
- 法と経済学会

## 社会活動
- 罹災法研究会研究員(2010年～)